# Roberto Massimo
Roberto Massimo, né le 12 octobre 2000 à Accra, est un footballeur allemand qui évolue au poste d'ailier à Greuther Fürth.

## Biographie
Né au Ghana, d'une mère libérienne et d'un père italien, Roberto Massimo arrive à Lippstadt dans sa prime enfance, grandissant ensuite dans la ville de Rhénanie-du-Nord-Westphalie,.

### Carrière

#### En club
Après être passé par plusieurs clubs de Lippstadt, Massimo termine sa formation au DSC Arminia Bielefeld, où il fait ses débuts lors de la saison 2017-18. Transféré au VfB Stuttgart à l'été suivant, il retourne en prêt une saison au Bielefeld.
Participant à la remontée du club de Stuttgart en Bundesliga lors de la saison 2019-20, il s'y impose comme une des grandes promesses du club au plus haut niveau du football allemand.

#### En sélection
Massimo fait ses débuts en équipe d'Allemagne espoirs le 9 octobre 2020, alors qu'il a encore 19 ans, à l'occasion d'un match contre la Moldavie, lors des qualifications pour l'Euro espoirs 2021,.

## Statistiques
| Saison                | Club                     | Championnat           | Championnat | Championnat | Coupe(s) nationale(s) | Coupe(s) nationale(s) | Compétition(s) continentale(s) | Compétition(s) continentale(s) | Compétition(s) continentale(s) | Total | Total |
| Saison                | Club                     | Division              | M.          | B.          | M.                    | B.                    | Comp.                          | M.                             | B.                             | M.    | B.    |
| 2017-2018             | Arminia Bielefeld        | 2.Bundesliga          | 7           | 0           | -                     | -                     | -                              | -                              | -                              | 7     | 0     |
| 2018-2019             | Arminia Bielefeld (prêt) | 2.Bundesliga          | 4           | 1           | 2                     | 0                     | -                              | -                              | -                              | 6     | 1     |
| Sous-total            | Sous-total               | Sous-total            | 11          | 1           | 2                     | 0                     | -                              | -                              | -                              | 13    | 1     |
| 2019-2020             | VfB Stuttgart            | 2.Bundesliga          | 10          | 0           | 1                     | 0                     | -                              | -                              | -                              | 11    | 0     |
| 2020-2021             | VfB Stuttgart            | 1.Bundesliga          | 18          | 0           | 2                     | 0                     | -                              | -                              | -                              | 20    | 0     |
| 2021-2022             | VfB Stuttgart            | 1.Bundesliga          | 19          | 2           | 1                     | 0                     | -                              | -                              | -                              | 20    | 2     |
| 2023-2024             | VfB Stuttgart            | 1.Bundesliga          | 5           | 0           | 1                     | 0                     | -                              | -                              | -                              | 6     | 0     |
| Sous-total            | Sous-total               | Sous-total            | 52          | 2           | 5                     | 0                     | -                              | -                              | -                              | 57    | 2     |
| Total sur la carrière | Total sur la carrière    | Total sur la carrière | 63          | 3           | 7                     | 0                     | -                              | -                              | -                              | 70    | 3     |

## Palmarès
| VfB Stuttgart - 2. Bundesliga - Vice-champion en 2019-20 |